# Jo Herbst
Jo Herbst (* 11. August 1928 in Berlin; † 18. September 1980 West-Berlin) war ein deutscher Schauspieler und Kabarettist.

## Leben und Wirken

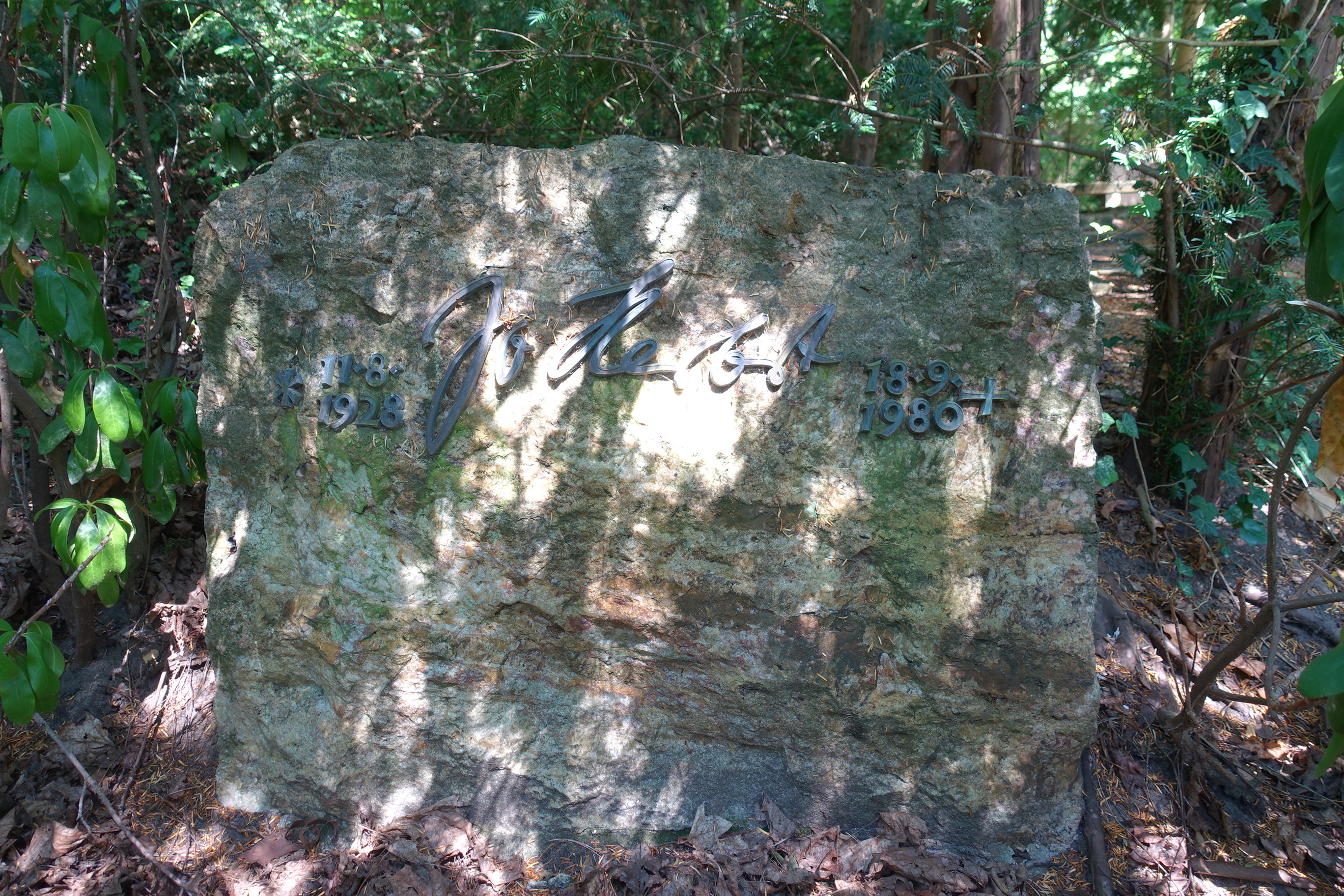
Grab von Jo Herbst auf dem Friedhof Heerstraße in Berlin-Westend

Seit 1950 gehörte Jo Herbst zu den Mitgliedern des Berliner Kabaretts Die Stachelschweine. Er gehörte dem Ensemble bis 1964 an, bis 1961 wirkte er auch an den Texten mit. Daneben schrieb er Texte für andere Kabaretts wie den Nürnberger Trichter, Die Schiedsrichter und die Münchner Lach- und Schießgesellschaft. Zusammen mit Wolfgang Neuss trat er in Radiosendungen auf. Im Jahr 1960 wirkte er auch bei Neuss’ Film Wir Kellerkinder mit.
Neben seiner Laufbahn als Kabarettist war er in zahlreichen Filmen und Fernsehsendungen zu sehen. Für den Film Das Mädchen Rosemarie von Rolf Thiele schrieb er die Chansons. Ab 10. März 1955 war er mit Annette Grau verheiratet.
Im September 1980 erlag Jo Herbst im Alter von 52 Jahren in Berlin einer schweren Krankheit. Sein Grab befindet sich auf dem landeseigenen Friedhof Heerstraße in Berlin-Westend (Grablage: 7-G-13/14).
Sein Bruder ist der Schauspieler Wilfried Herbst.

## Filmografie
- 1948: Deutschland im Jahre Null (Germania anno zero)
- 1953: Ach, du liebe Freiheit (TV)
- 1954: Große Star-Parade
- 1955: Die 10 war ihr Schicksal (TV)
- 1955: Der Hauptmann und sein Held
- 1955: Heldentum nach Ladenschluß
- 1956: Die Halbstarken
- 1957: Bekenntnisse des Hochstaplers Felix Krull
- 1958: Das Mädchen Rosemarie
- 1959: Peter schießt den Vogel ab
- 1959: Traumrevue
- 1960: Wir Kellerkinder
- 1961: Eine hübscher als die andere
- 1961: Die italienische Reise von Johann Wolfgang von Goethe (TV)
- 1961: Macky Pancake (TV-Serie)
- 1961: Der Traum von Lieschen Müller
- 1962: So toll wie anno dazumal
- 1963: Vertragen ungenügend (TV)
- 1966: Wie lernt man Mädchen kennen …? (TV)
- 1967: Rheinsberg
- 1969: Hunderttausend Taler (TV)
- 1969: Helgalein
- 1970: Tommy Tulpe (TV-Serie, 13 Episoden)
- 1970: Frisch, fromm, fröhlich, frei
- 1971: Hurra, wir sind mal wieder Junggesellen!
- 1972: Die Schöngrubers (TV-Serie)
- 1974: Unter einem Dach (TV-Serie, Folge: Der Stromausfall)
- 1974: Preussenkorso Nr. 17 (TV)
- 1975: Rund um die Uhr (TV-Serie)
- 1976: Rosemaries Tochter
- 1977: Tausend Lieder ohne Ton (TV)
- 1978: Café Wernicke (TV-Serie)
- 1979: Rund um die Uhr (TV-Serie)
- 1980: Schicht in Weiß (TV-Serie)